# Peter Herrmann (Epigraphiker)
Peter Herrmann (* 22. Mai 1927 in Reichstadt; † 22. November 2002 in Hamburg) war ein deutscher Althistoriker und Epigraphiker. Er war von 1968 bis 1989 Inhaber des Lehrstuhls für Alte Geschichte an der Universität Hamburg und gehörte weltweit zu den führenden Epigraphikern seiner Generation. Schwerpunktmäßig erforschte er die griechischen Inschriften Kleinasiens.

## Leben und Wirken
Sein Vater war Hugo Herrmann (1898–1984), der Professor an der Höheren Forstlehranstalt war und sich später um die Erforschung der Geschichte und Kultur seiner Geburtsstadt Braunau in Nordostböhmen Verdienste erwarb. Der 1927 geborene Peter Herrmann besuchte das Realgymnasium in Böhmisch-Leipa und in Reichenberg. 1943 musste er als Luftwaffenhelfer und für kurze Zeit als Soldat dienen. Die Familie wurde aus der Heimat vertrieben und siedelte nach Wien über. Herrmann besuchte in Wien das Realgymnasium im 8. Wiener Bezirk und studierte von 1947 bis 1950 an der Universität Wien, unter anderem bei Josef Keil und Artur Betz. Keil führte Herrmann in die griechische Epigraphik und in Kleinasien ein. 1950 ging Herrmann nach Hamburg, wo er 1953 das Staatsexamen für Griechisch und Latein ablegte. Seine akademischen Lehrer waren Bruno Snell und Hans Rudolph. Mit Hilfe eines Stipendiums des französischen Staates konnte er unter anderem bei Louis Robert seine epigraphischen Studien in Paris fortführen. Louis Robert und seiner Frau Jeanne blieb er zeitlebens eng verbunden. Er wurde 1954 in Hamburg bei Bruno Snell mit einer Arbeit über Wertbegriffe bei Homer promoviert. 1955/56 reiste er mit einem Stipendium der Deutschen Forschungsgemeinschaft durch den Mittelmeerraum und führte 1956 im Auftrag der Österreichischen Akademie der Wissenschaften eine erste Forschungsreise in der Marmara- und Ägäisregion im Westen der Türkei durch. Mit dem Philologen Otto Lendle und dem Archäologen Ernst Berger, die Herrmann auf der Reise begleiteten, entstand eine lebenslange Freundschaft.
Nachdem er 1956/57 eine Assistentenstelle für Alte Geschichte in Göttingen verwaltet hatte, absolvierte er in Hamburg an Christianeum und Klosterschule ein Lehramtsreferendariat (1957–1959). Herrmann heiratete 1957 die Tochter des Kieler Musikwissenschaftlers Friedrich Blume. Aus der Ehe gingen drei Kinder hervor. Ab 1959 war er am Seminar für Alte Geschichte der Universität Hamburg tätig, zunächst als Assistent, ab 1963 als Studienrat im Hochschuldienst. 1967 wurde er Oberstudienrat und habilitierte sich mit einer von Hans Rudolph geförderten Arbeit über Herkunft und Entwicklung des römischen Kaisereids; im folgenden Jahr wurde er Professor für Alte Geschichte in Hamburg. 1972/73 hatte er eine Gastprofessur in Bordeaux. 1978 lehnte er einen Ruf nach Bonn ab. Von 1980 bis 1982 war er Sprecher des Fachbereichs Geschichte. 1989 wurde Herrmann in Hamburg emeritiert.
Von 1994 bis 2001 war er Projektleiter der Inscriptiones Graecae an der Berlin-Brandenburgischen Akademie der Wissenschaften. Herrmann war seit 1969 korrespondierendes und seit 1977 ordentliches Mitglied des Deutschen Archäologischen Instituts, Mitglied der Kommission für Alte Geschichte und Epigraphik, seit 1973 korrespondierendes Mitglied des Österreichischen Archäologischen Instituts, seit 1973 korrespondierendes Mitglied der Akademien der Wissenschaften in Göttingen und seit 1980 korrespondierendes Mitglied der Österreichischen Akademie der Wissenschaften sowie seit 1982 Mitglied der Joachim-Jungius-Gesellschaft der Wissenschaften.
Schwerpunkt von Herrmanns wissenschaftlicher Tätigkeit war die Epigraphik Kleinasiens, insbesondere Lydiens, wohin er mehrere Forschungsreisen unternahm. Er gab zwei umfangreiche Corporabände lydischer Inschriften im Rahmen der Tituli Asiae Minoris heraus und veröffentlichte weitere bedeutende Neufunde beispielsweise aus Samos, Milet und Teos. Seit Anfang der 1960er Jahre bearbeitete er die Inschriften der Grabung in Milet, später als Nachfolger Louis Roberts auch die Inschriften der amerikanischen Grabung in Sardes. Zu Herrmanns 90. Geburtstag wurden insgesamt 59 Aufsätze von Wolfgang Blümel in einem Band herausgegeben.

## Schriften (Auswahl)
Schriftenverzeichnisse
- Chiron 28, 1998, S. 1–10 (bis 1998 reichende Zusammenstellung).
- Peter Herrmann: Kleinasien im Spiegel epigraphischer Zeugnisse. Ausgewählte kleine Schriften. Herausgegeben von Wolfgang Blümel. De Gruyter, Berlin/Boston 2016, ISBN 978-3-11-048965-1, S. 703–708.

Monographien
- Der römische Kaisereid. Untersuchungen zu seiner Herkunft und Entwicklung (= Hypomnemata. Bd. 20). Vandenhoeck & Ruprecht, Göttingen 1968 (zugleich: Hamburg, Universität, Habilitationsschrift, 1967).
- Tituli Asiae Minoris. Bd. 5: Tituli Lydiae linguis Graeca et Latina conscripti.
  - Fasc. 1: Regio septentrionalis ad orientem vergens. Verlag der Österreichischen Akademie der Wissenschaften, Wien 1981, ISBN 3-7001-0394-8.
  - Fasc. 2: Regio septentrionalis ad occidentem vergens. Verlag der Österreichischen Akademie der Wissenschaften, Wien 1989, ISBN 3-7001-1516-4.

Aufsatzsammlung
- Peter Herrmann: Kleinasien im Spiegel epigraphischer Zeugnisse. Ausgewählte kleine Schriften. Herausgegeben von Wolfgang Blümel. De Gruyter, Berlin/Boston 2016, ISBN 978-3-11-048965-1.